# Väster-Sågtjärnen
Väster-Sågtjärnen är en sjö i Ragunda kommun i Jämtland och ingår i Ångermanälvens huvudavrinningsområde. Sjön har en area på 0,086 kvadratkilometer och ligger 300,3 meter över havet. Sjön avvattnas av vattendraget Jämtån.

## Delavrinningsområde
Väster-Sågtjärnen ingår i det delavrinningsområde (699169-155186) som SMHI kallar för Inloppet i Fångsjön. Medelhöjden är 320 meter över havet och ytan är 11,96 kvadratkilometer. Räknas de 3 avrinningsområdena uppströms in blir den ackumulerade arean 49,52 kvadratkilometer. Jämtån som avvattnar avrinningsområdet har biflödesordning 4, vilket innebär att vattnet flödar genom totalt 4 vattendrag innan det når havet efter 87 kilometer. Avrinningsområdet består mestadels av skog (80 procent). Avrinningsområdet har 0,09 kvadratkilometer vattenytor vilket ger det en sjöprocent på 0,7 procent.